# Fancy Skating
Fancy Skating è un cortometraggio muto del 1914.

## Produzione
Il film fu prodotto dalla Selig Polyscope Company.

## Distribuzione
Distribuito dalla General Film Company, il film - un documentario di 75 metri - uscì nelle sale cinematografiche statunitensi il 31 marzo 1914. Nelle proiezioni, veniva programmato con il sistema dello split reel, accorpato in un'unica bobina con un altro cortometraggio prodotto dalla Selig, il drammatico The Midnight Call.